# Penstemon caryi
Espèce
Penstemon caryi  est une espèce de plantes de la famille des Plantaginacées, originaire d'Amérique du Nord. Elle est connue sous le nom de  Cary’s Beardtongue en anglais. 

## Description
Cette espèce est pérenne native du Wyoming and Montana qui peut atteindre 35cm de hauteur. L’inflorescence est unilatérale et ses fleurs sont généralement de couleur bleue.